# Contea di Fayette (Indiana)
La contea di Fayette (in inglese Fayette County) è una contea dello Stato USA dell'Indiana. Il nome le è stato dato in onore al marchese de La Fayette, che aiutò il generale George Washington nella guerra d'indipendenza americana. Al censimento del 2000 la popolazione era di 25 588 abitanti. Il suo capoluogo è Connersville.

## Geografia fisica
L'U.S. Census Bureau certifica che l'estensione della contea è di 557 km², di cui 557 km² composti da terra e i rimanenti 0 km² composti di acqua.

## Contee confinanti
- Contea di Henry, Indiana - nord
- Contea di Wayne, Indiana - nord-est
- Contea di Union, Indiana - est
- Contea di Franklin, Indiana - sud
- Contea di Rush, Indiana - ovest

## Storia
La Contea di Fayette venne costituita nel 1819.

## Maggiori città
- Connersville
- Glenwood